# Jean Lucchesi
Pour les articles homonymes, voir Lucchesi.
Jean Lucchesi, né le 24 juillet 1918 à Marseille et mort le 5 novembre 2004 à Bastia, est un militaire, résistant et fonctionnaire français, Compagnon de la Libération. Jeune fonctionnaire de l'administration coloniale, la guerre le rattrape avant qu'il ne puisse exercer ses fonctions. Vétéran de la bataille de france reversé dans l'armée d'armistice, il décide de se rallier à la France libre et combat en Afrique du Nord avant de prendre part à la Libération de la France. Après la guerre, il reprend son activité d'administrateur colonial et occupe plusieurs postes en Afrique avant de revenir en métropole où il devient Préfet de plusieurs départements.

## Biographie

### Jeunesse
Jean Lucchesi naît le 24 juillet 1918 à Marseille d'un père négociant. Il est le frère cadet d'Yves Lucchesi. Après avoir étudié au lycée Michelet, il passe une licence de droit puis intègre l'école nationale de la France d'outre-mer.

### Seconde Guerre mondiale
Le déclenchement de la Seconde Guerre mondiale empêche Jean Lucchesi d'entamer immédiatement sa carrière d'administrateur des colonies. En effet, il est mobilisé le 2 septembre 1939 et affecté au centre de préparation militaire supérieure de Laval puis suit les cours d'élève officier de réserve. Promu aspirant le 16 mai 1940, il commande une section d'infanterie lors de la bataille de France mais est capturé par la Wehrmacht le 23 juin suivant. Libéré le 9 juillet, il est affecté à Brive-la-Gaillarde au sein de l'armée d'armistice. En permission en compagnie de son frère Yves, pilote blessé lors de la campagne de France, il décide avec ce dernier de se rallier au général de Gaulle. Afin de se rapprocher des forces françaises libres (FFL), il demande à être affecté en Afrique. Obtenant gain de cause, il est muté en juin 1941 au Niger au sein du groupe nomade de N'Guigmi. En janvier 1942, il échoue dans une première tentative de rejoindre les FFL mais y parvient finalement en septembre de la même année après avoir traversé le désert pendant trois jours et trois nuits.
En octobre suivant, il rejoint la colonne Leclerc au sein de laquelle il est affecté au régiment de tirailleurs sénégalais du Tchad. Engagé dans la guerre du désert, il combat au Fezzan puis participe à la campagne de Tunisie au début de l'année 1943. À la fin de cette même année, alors que la colonne Leclerc, après avoir été dénommées Force L, est devenue la 2e division blindée (2e DB), Jean Lucchesi est muté au Régiment de marche du Tchad (RMT). En août 1944, à la tête d'une section de la 3e compagnie du RMT, il débarque en France et s'illustre pendant la bataille de Normandie. Suivant l'avancée de la 2e DB, il participe ensuite à la libération de Paris et se distingue en participant à la destruction de plusieurs chars ennemis lors de violent combats autour du jardin des Tuileries. En septembre et octobre suivant, pendant la bataille des Vosges, il mène sa section lors de la libération de plusieurs communes dont Baccarat. Après avoir participé à la libération de Strasbourg, il continue de suivre la 2e DB lors de l' invasion de l'Allemagne où il termine la guerre avec le grade de lieutenant.

### Après-Guerre
Reprenant son cursus dans l'administration coloniale, Jean Lucchesi est envoyé en Mauritanie où il commande le Cercle (France) de Tidjikdja jusqu'en 1948 avant d'être muté au Soudan français, futur mali, où il est commandant du cercle de Goundam puis chef de la subdivision de Douentza en 1951. Toujours au Soudan français, il est muté à Bamako comme chef de la subdivision éponyme de 1952 à 1955 puis devient commandant du cercle de Tombouctou de 1955 à 1957 puis du cercle de Niafunké de 1958 à 1959.
Muté en Algérie française en 1960 comme chef du cercle administratif de Ouargla, il retrouve la métropole en 1961 en devenant secrétaire général de la préfecture de la Sarthe. De 1965 à 1969, il occupe le même poste, cette fois à la préfecture de Gironde avant de devenir lui-même Préfet. Jean Lucchesi est préfet de l'Orne de 1969 à 1973, puis de la Dordogne de 1973 à 1975, année où il devient inspecteur général de l'administration jusqu'à sa retraite en 1983.
Préfet honoraire et membre du conseil de l'Ordre de la Libération, Jean Lucchesi meurt le 5 novembre 2004 à Bastia et est inhumé à Barrettali.

## Récompenses et distinctions

### Décorations
|  |  |  |
|  |  |  |
|  |  |  |

| Grand Officier de la Légion d'honneur                                | Grand Officier de la Légion d'honneur                                | Grand Officier de la Légion d'honneur                                | Compagnon de la Libération Par décret du 28 mai 1945 | Compagnon de la Libération Par décret du 28 mai 1945 | Compagnon de la Libération Par décret du 28 mai 1945 | Commandeur de l'Ordre national du Mérite                              | Commandeur de l'Ordre national du Mérite                              | Commandeur de l'Ordre national du Mérite                              |
| Croix de guerre 1939-1945 Avec une palme                             | Croix de guerre 1939-1945 Avec une palme                             | Croix de guerre 1939-1945 Avec une palme                             | Croix du combattant volontaire de la Résistance      | Croix du combattant volontaire de la Résistance      | Croix du combattant volontaire de la Résistance      | Médaille coloniale Avec agrafes "Fezzan", "Tripolitaine" et "Tunisie" | Médaille coloniale Avec agrafes "Fezzan", "Tripolitaine" et "Tunisie" | Médaille coloniale Avec agrafes "Fezzan", "Tripolitaine" et "Tunisie" |
| Médaille commémorative des services volontaires dans la France libre | Médaille commémorative des services volontaires dans la France libre | Médaille commémorative des services volontaires dans la France libre | Presidential Unit Citation (États-Unis)              | Presidential Unit Citation (États-Unis)              | Presidential Unit Citation (États-Unis)              | Officier de l'Ordre de l'Étoile noire (Bénin)                         | Officier de l'Ordre de l'Étoile noire (Bénin)                         | Officier de l'Ordre de l'Étoile noire (Bénin)                         |